# Червенолик лемур
Червеноликия лемур (Eulemur rufifrons) е вид примат от семейство Лемурови (Lemuridae).

## Разпространение
Този вид лемур е ендемичен за остров Мадагаскар.